# صالح الدوسري (لاعب كرة قدم مواليد 1987)
صالح الدوسري (ولد في 20 ديسمبر 1987) هو لاعب كرة قدم سعودي يلعب لنادي الهلال السعودي ويلعب في مركز محور وقلب دفاع.
و هو كابتن نادي الهلال السعودي للأولمبي.

## تسجيله في النادي
سجل اللاعب صالح الدوسري في ناشئي نادي الهلال السعودي عام 2007.
و بعد تسجيله بسنة سجل ثلاثة من اقاربه وهم حسام الدوسري لاعب شباب الهلال والأولمبي وبدر الدوسري والذي انتقل لـنادي أبها والذي شارك مع المنتخب السعودي للصالات في دورة الألعاب الآسيوية عام 2007 وعبد العزيز الدوسري نجم المنتخب السعودي للأولمبي.

## انجازاته
أحرز مع نادي الهلال عدة بطولات كالتالي:

### فئة لناشئين
- الدوري السعودي الممتاز للناشئين موسم 2003-2004.
- الدوري السعودي الممتاز للناشئين موسم 2004-2005.

### فئة الشباب
- الدوري السعودي الممتاز للشباب موسم 2006-2007.
- الدوري السعودي الممتاز للشباب المركز الثاني موسم 2007-2008.

### الفريق الأولمبي
- أحرز المركز الثاني في كأس الأمير فيصل بن فهد موسم 2007-2008.

## مشاركاته
- لعب صالح الدوسري في الفئات السنية وكان من أبرز لاعبي الهلال.
- شارك في معسكر نادي الهلال موسم 2007-2008 في تونس.
- شارك ضمن بعثة الفريق الأولمبي إلى البرازيل 2008-2009.
- كان ضمن قائمة الفريق الأولمبي في بطولة النخبة عام 2009 في أبها.

## وصلات خارجية
- شبكة الهلال - صالح الدوسري
- شبكة الزعيم - الموقع الرسمي لنادي الهلال